# 恵須取町
恵須取町（えすとるちょう）は、日本の領有下において樺太に存在した町。
恵須取という地名は、アイヌ語の「エストル」（岬が長く伸び出ている所）、「エツウトル」（岬の中間）、「エシトリ」（湾の外れにあり、本当に人間の居る所）による。
現在はロシア連邦がサハリン州ウグレゴルスクなどとして実効支配している（行政区分は一致しない）。

## 概要
間宮海峡に面する恵須取川河口に位置する。恵須取支庁が設置され、真岡町と並ぶ樺太西海岸の中心的都市であった。王子製紙（元樺太工業）の製紙工場と炭鉱の町として急速に発展し、1945年（昭和20年）10月1日には市制が施行される予定であったが、ソ連による占領のため実現しなかった。1941年（昭和12年）末の人口は39,026人で、樺太最多の人口をもつ市町村であった。市街地は港湾を中心とする浜市街と鉱山を中心とする山市街に分かれていた。
戦前の建造物はソビエト連邦時代に改築が進み、ほとんど残っていない。現在も残存している物には、旧王子製紙工場や旧恵須取小学校の奉安殿や旧恵須取神社の鳥居や標柱等がある。
以前NHKラジオ第2放送の気象通報では敷香（ポロナイスク）から入電がないときは恵須取からの気象情報を放送していたが「ウグレゴルスク」ではなく「エストル」としていた。近郊（塔路）に日本軍によって建設されたウグレゴルスク空港がある。
- 恵須取の浜市街（1945年（昭和20年）以前の撮影）

## 歴史
- 1915年（大正4年）6月26日 - 「樺太ノ郡町村編制ニ関スル件」（大正4年勅令第101号）の施行により恵須取村が行政区画として発足。名好郡に所属し、泊居支庁名好出張所が管轄。
- 1922年（大正10年）10月 - 鵜城支庁の管轄となる。
- 1923年（大正12年）12月 - 鵜城支庁が廃止され、泊居支庁の出張所となる。
- 1928年（昭和3年）1月 - 恵須取村が恵須取町と改称。[4]
- 1929年（昭和4年）7月1日 - 樺太町村制の施行により一級町村となる。
- 1938年（昭和13年）4月1日 - 一部の区域より塔路町が分立。
- 1940年（昭和15年）1月 - 管轄支庁が恵須取支庁に変更。
- 1942年（昭和17年）11月 - 所属郡が恵須取郡に変更。
- 1943年（昭和18年）4月1日 - 「樺太ニ施行スル法律ノ特例ニ関スル件」（大正9年勅令第124号）が廃止され、内地編入。
- 1945年（昭和20年）8月22日 - ソビエト連邦により占拠される。
- 1949年（昭和24年）6月1日 - 国家行政組織法の施行のため法的に樺太庁が廃止。同日恵須取町廃止。

## 町内の地名
| - 恵須取 - 上恵須取（旧名：茶々（ちゃちゃ）） - 畜内（ちくない） - 茂竹（もちく） - 天内（てんない） - 天内炭山（てんないたんざん） - 白伊（はくい） - 稲牛（いなうし） - 入泊（いりどまり） - 神多（肝太＝かんた） - 豊里（とよさと） - 富畑（とみはた） - 布礼（ふれい） - 上布礼（かみふれい） - 赤水沢（あかみずざわ） - 白雲峡（はくうんきょう） - 翠樹（みどりぎ） | - 下ノ平（しものたいら） - 上ノ平（かみのたいら） - 白樺（しらかば） - 武道（ぶどう） - 大平（たいへい） - 大平沢（たいへいざわ） - 長島沢（ながしまざわ） - 奥二股（おくふたまた） - 杉山沢（すぎやまざわ） - 井口沢（いぐちざわ） - 石井沢（いしいざわ） - 桜沢（さくらざわ） - 胡桃沢（くるみざわ） - 金子沢（かねこざわ） - 中ノ沢（なかのさわ） - 中ノ沢二股（なかのさわふたまた） - 山端（やまは） |

（）

## 交通

### 鉄道路線
軽便鉄道である王子恵須取軌道を除いて鉄道は敷かれておらず、省線樺太東線内路駅より省線省営自動車内恵線（107.3キロメートル）のバスで結ばれていた。なお、樺太西線を久春内村から珍内町を経て恵須取まで延伸する計画が存在しており、実際に建設中であったが、ソ連による占領のため、完成に至らなかった。

## 地域

### 教育
以下の学校一覧は1945年（昭和20年）4月1日現在のもの。

#### 国民学校
- 樺太公立天内第一国民学校
- 樺太公立天内第二国民学校
- 樺太公立恵須取第一国民学校
- 樺太公立恵須取第二国民学校
- 樺太公立恵須取第三国民学校
- 樺太公立神多国民学校
- 樺太公立上恵須取国民学校
- 樺太公立布礼国民学校
- 樺太公立上布礼国民学校
- 樺太公立白樺国民学校
- 樺太公立清里国民学校
- 樺太公立翠樹国民学校
- 樺太公立長島国民学校
- 樺太公立胡桃沢国民学校
- 樺太公立武道国民学校
- 樺太公立大平第一国民学校
- 樺太公立大平第二国民学校

#### 中等学校
- 樺太庁恵須取中学校
- 樺太公立恵須取高等女学校
- 樺太公立恵須取工業学校

## 著名な出身者
- 若浪義光（元・大相撲力士）
- 秋野豊明（医学博士）